# Josiah Scott
Josiah Scott (Hamilton, 5 aprile 1999) è un giocatore di football americano statunitense che milita nel ruolo di cornerback per i Pittsburgh Steelers della National Football League (NFL).

## Carriera

### Jacksonville Jaguars
Hamilton al college giocò a football a Michigan State dal 2016 al 2019. Fu scelto nel corso del quarto giro (137º assoluto) del Draft NFL 2020 dai Jacksonville Jaguars. Nella sua stagione da rookie mise a segno 11 tackle in 6 presenze.

### Philadelphia Eagles
Il 18 maggio 2021 Scott fu scambiato con i Philadelphia Eagles per Jameson Houston e una scelta del sesto giro del Draft NFL 2023.

### Pittsburgh Steelers
Il 31 agosto 2023 Scott firmò con la squadra di allenamento dei Pittsburgh Steelers.

## Palmarès
- National Football Conference Championship: 1

Philadelphia Eagles: 2022